# DMG
Soubor s příponou .dmg (disk image) se používá obvykle v Mac OS X jako formát obrazu disku.
Tento formát umožňuje bezpečnou ochranu heslem a kompresi souborů, sloužící k zabezpečení dat nebo distribuci souborů.
V současné době je tento formát využíván k distribuci software po Internetu. Jestliže soubor otevřete, bude připojen jako další disk ve Finderu.
Soubory DMG je možné snadno vytvořit (s šifrováním nebo bez něj) pomocí nástrojů dodaných s Mac OS X: Disk Utility v Mac OS X 10.4 a 10.3 nebo Disk Copy v předchozích verzích. Tyto nástroje pracují se soubory DMG jako s obrazy pro vypalování médií DVD nebo CD. Soubory DMG mohou být spravovány pomocí příkazového řádku nástrojem hdiutil.
Soubory DMG jsou publikovány s MIME typem application/octet-stream. 
Existují nástroje ke konvertování souborů DMG na ISO obrazy. Soubory DMG často obsahují jiné typy obrazů disku jako např. svazky HFS+.
V Mac OS X 10.2.3 představila firma Apple „obrazy disku pro internet“ (Internet-Enabled Disk Images). Při použití takového obrazu disku je jeho obsah automaticky zkopírován a soubor je zahozen. 